# サビハ・ギョクチェン空港駅
サビハ・ギョクチェン空港駅（-くうこうえき、トルコ語:Sabiha Gökçen Havalimanı İstasyonu）はトルコのイスタンブール市ペンディク区にある、イスタンブール地下鉄M4号線の駅。
将来はM10号線とM34号線も当駅に乗り入れるほか、M4号線も東方面（クルトキョイYHT/ヴィアポート駅）に延伸予定。

## 歴史
- 2022年10月2日 - M4号線・タヴシャンテペ（トルコ語版）-サビハ・ギョクチェン空港間開通と同時に駅開業[1]。同時に深夜運転開始。土曜と日曜のみの0時30分から5時30分の間、30分おきの発着で、料金は通常の2倍[2]。この運行時間は出口2と3は解放され、出口1は閉鎖される[3]。

## 駅構造
島式ホーム1面2線を有する地下駅。

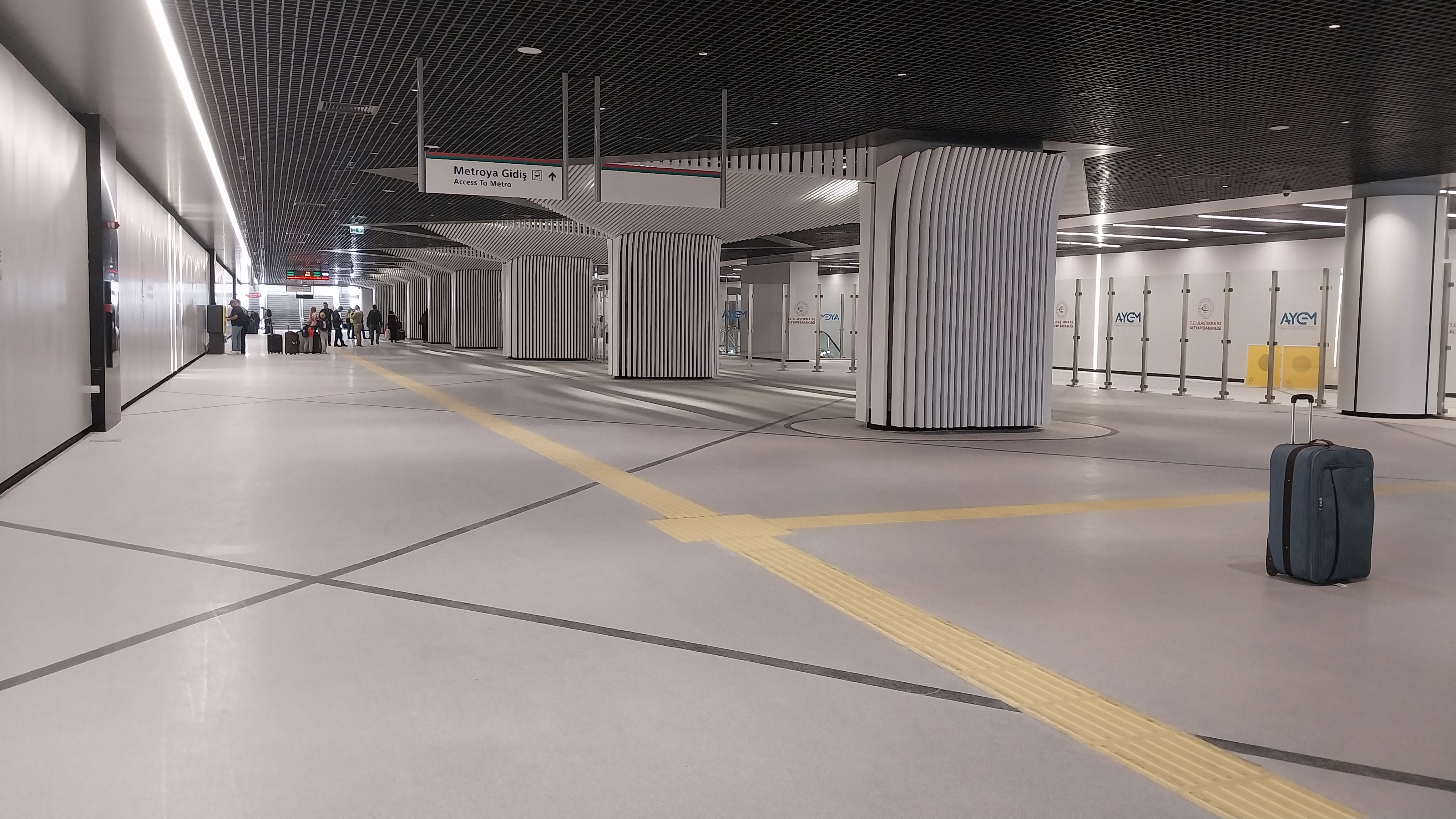
改札階コンコース

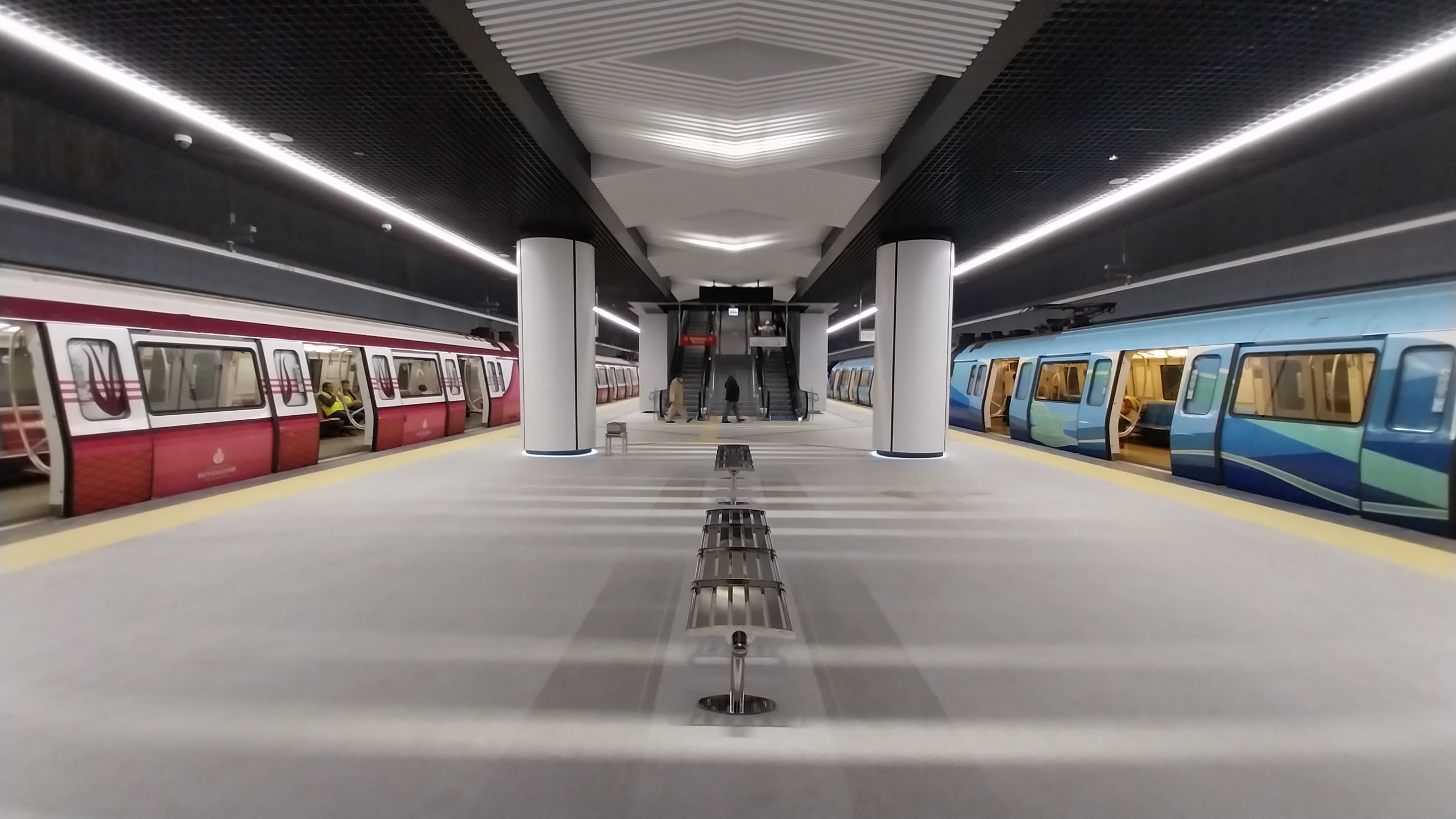
ホーム

出入り口は3ヶ所あり、出口1は駐車場、出口2は空港ホテル、出口3が空港ターミナルに連絡している。

### のりば
| テクノパーク(延伸後) ↑ \| ⇌ 1 2 ⇌ \| ↓ クルトキョイ |      |        |                                                  |
| 1                                                   | 西行 | M4号線 | ペンディク・カルタル・マルテペ・カドゥキョイ方面 |
| 2                                                   | 東行 | M4号線 | (延伸後のクルトキョイYHT/ヴィアポート)方面       |

## 駅周辺
- サビハ・ギョクチェン国際空港

## 隣の駅
イスタンブール地下鉄
 M4号線
クルトキョイ駅 - サビハ・ギョクチェン空港駅